# 马来语
馬來語，在語言分類上屬於南島語系的馬來-玻里尼西亞語族，主要使用于馬來西亞、新加坡以及文莱的部分地區等，在马来西亚、新加坡、印度尼西亚和汶莱4国具有国语或官方語言地位。
在1945年以前，印尼蘇門達臘以外的很多地方也使用馬來語。但是在印尼獨立以後，該國所使用的馬來語被稱為印尼語，並以之為國語。
在馬來西亞，大概有1,300萬人是以馬來語為母語，約佔全國人口的55%。此外，在馬來西亞還有1,000萬人是以馬來語作為他們的第二語言。至於在其他國家，印尼的蘇門達臘也有1,000萬的馬來語使用人口，泰國有100萬，新加坡則有40萬人左右。

## 名稱
根據大馬、印尼、汶萊共同達成的默契，馬來語是以廖内語（Bahasa Riau） 蘇門達臘廖内省的口音當作標準腔的。這是因為長久以來，现属印尼的廖内省一直被視為馬來語的誕生地。
在馬來西亞，馬來語被稱為「Bahasa Melayu（馬來語言）」或「Bahasa Malaysia（馬來西亞語言）」。「馬來西亞語言」是馬來西亞政府在1967年的「國語法案（National Language Act）」中被使用的語彙。一直到1990年以前，「馬來西亞語言」比較常被用來指涉馬來語。但是在1990年以後，不論是官方人士或者是學院裡面的學者，卻都逐漸傾向於用「馬來語言」 --- 這是馬來語版的「馬來西亞聯邦憲法」中所使用的語彙 --- 來指涉馬來語。
印尼在宣佈獨立以後，也使用某種形式的馬來語當作其官方語言，但是卻將其稱之為「Bahasa Indonesia（印尼語言）」。至於在汶萊和新加坡，他們所使用的馬來語則是被簡單稱為「Malay（馬來語）」或者是「Bahasa Melayu（馬來語言）」。
基本上，所謂「馬來語言」和「印尼語言」的區別，是基於政治上的原因，而非語言學上的考慮。使用這兩種語言的人基本上是可以互相溝通的，雖然有不少語彙不一定完全相同；但是，很多馬來方言彼此之間反而無法完全互相溝通。比如說，對很多馬來人而言，他們就很難理解吉蘭丹語（Kelantanese）的發音。此外，印尼的爪哇馬來語（Javanese Malay），則擁有很多特有的詞彙，即使熟悉馬來語的馬來人也無法完全理解這些詞彙的意思。
另外，根據閩南語讀音，馬來人以及馬來語（Melayu）也有譯作“巫來由”的，例如「巫統」就是「巫來由民族統一機構」的簡稱。

## 「馬來語」和「印尼語」的差別
馬來語和印尼語之間的差別，可以類比為英式英語（British English）和美式英語（American English）之間的差別。使用這兩種語言的人基本上是可以彼此溝通的，只是在書寫系統的拼音和語彙上有一些差異。造成這種差別的主要原因是印尼語從爪哇語和荷蘭語借用了不少詞彙。比如說，馬來語的「郵局」是，但是印尼語的「郵局」則是，這是借用荷蘭語中的「辦公室」（kantoor）而產生的詞彙。

### 文字
在馬來人皈依伊斯蘭教前，曾用多種文字來書寫馬來語，最早使用的文字借自爪哇語，馬來語存世的最早記錄格度干武吉碑的石刻，就是用帕拉瓦文，一種借自爪哇語的文字寫成。另外，馬來語曾使用的文字包括仁崇字母、卡维文、拉讓文。
在20世紀以前，由於多數的馬來人都信奉伊斯蘭教，所以他們是使用一種叫做「爪夷文」的改良式阿拉伯字母書寫系統來進行書寫的，現時只有汶萊仍然廣泛使用。在西方殖民者到來後，另外一種叫做「Rumi」的羅馬字母書寫系統，則逐漸在日常生活中取代了「爪夷文」原本的地位。馬來西亞和印尼在書寫系統上的差別，其實正反映了當時統治兩地的不同殖民政府──英國殖民政府和荷屬東印度公司——在書寫系統上的差別。
在印尼語中，英文字中的母音，是遵循荷蘭語的習慣而寫成「oe」。在日本佔領印尼的時候，這個母音又被日本殖民政府改為「u」（因此，印尼第一任總統蘇卡諾的名字，也從被改為）。同樣，在1972年以前，英語「chin」中的子音，雖然在馬來語中是用「ch」來表示，但是在印尼語中，則遵循荷蘭語的習慣而書寫成「tj」。所以，「孫子」在馬來語中的寫法是，但是在印尼語中的寫法卻是。
這種情況一直到了1972年才有所改變。由於印尼「（精確拼音；Perfected Spelling）」的公佈，馬來語和印尼語中書寫系統的這些差異才有了縮小的跡象。比如說，在這之後，馬來語的「ch」和印尼語的「tj」，都一律改成「c」，因此「孫子」就變成了。此外，印尼語也不再使用「dj」，而是使用馬來語中已經採用的「j」，因此，雅加達的拼法，就從變成了。原本在印尼語中被保留來發半母音的「j」（即英語的第一個發音），也由馬來語中的「y」所取代。
雖然馬來語和印尼語在書寫系統上已經幾乎獲得了統一，然而由於某些歷史上的原因，這兩種語言的某些詞彙還是有差異。比如說，「錢」在馬來語寫作，但是在印尼語則寫作。

## 音系
马来语一共有26个辅音。共有16个浊辅音，10个清辅音。以下列表以【马来语文字[发音]】的格式展示：
|      | 塞音      | 擦音        | 塞擦音      | 鼻音  | 边音 | 近音（半元音） |
| ---- | --------- | ----------- | ----------- | ----- | ---- | -------------- |
| 双唇 | p[p] b[b] |             |             | m[m]  |      | w[w]           |
| 唇齿 |           | f[f] v[v]   |             |       |      |                |
| 齿龈 | t[t] d[d] | s[s] z/x[z] |             | n[n]  | l[l] | r[ɹ]           |
| 龈后 |           | sy[ʃ]       | c[tʃ] j[dʒ] |       |      |                |
| 硬颚 |           |             |             | ny[ɲ] |      | y[j]           |
| 软颚 | k[k] g[ɡ] | kh[x] gh[ɣ] |             | ng[ŋ] |      |                |
| 小舌 | q[q] g[ɢ] |             |             |       |      |                |
| 声门 | k[ʔ]      | h[h]        |             |       |      |                |

马来语r音拥有多种发音，根据官方马来语（柔佛-廖内方言），r音的标准发音为龈近音ɹ；但大多数人几乎会把r音弱读，甚至是不发音，如kerja（kəɹdʒə）会发音成（kədʒə）或（kə(ɹ)dʒə）；rumah（ɹumah）会变为（(ɹ)umah）或（umah）；也有些人会发成齿龈颤音r，也有人发成发成闪音ɾ；在西马北方（北方）许多人通常会把r音发成浊软颚擦音ɣ，这是马来西亚北方口音（Pelat Utara）的特色之一。
马来语的i有些复杂，因为i是不能够通过文字来判断要发i音还是e音（大多发闭前不圆唇元音i）。比如tulis的发音就是tulis，tinggi的发音就是tiŋgi；但是pilih的话要发pilɛh，这种情况下就只能多听了记下来了。重点，i如果是发e音的情况下，变为半开前不圆唇元音ɛ。
声门塞音ʔ在k为尾音时发音，如tidak发音为tidaʔ，makna发音为maʔna；注意是在尾音而已，如果是起始音，那就是发k，如kami发音为kami,kenapa发音为kənapə。
马来语有中央元音ə音，有两种情况会发此音，第一种情况是本来就是发这个音的，这种情况只用于词缀的发音上（如meN-，pe-，peN-，ke- 等前缀；-el-，-er-等中缀；后缀没有发中央元音ə的因为只有-an，-i和-kan而已），当中有e的词缀全部发成中央元音ə，如mengapa发音为məŋapə，pencuri发音为pəntʃuɹi；第二种情况是元音弱读，在词尾的开前不圆唇元音a都弱读成中央元音ə，如ketawa发音为kətawə,mangsa发音为maŋsə。
马来语不是重音语言（即单字重读不影响其意思），也不是声调语言，马来语是个仅靠音节来分辨意思的语言，音节的发音不准确或省略了都会使意思完全不同，例如mereka是他们（第三人称复数），但错误念成Melaka的话就会变成马六甲（名词）了；再比如keras是坚硬，但是念成kerat的话就会变成剪切的意思了。
马来语的语调是有规律的，跟英语等语言一样都靠陈述句，疑问句等语句的类别来调整语调；基本上都靠升调，降调，平调，低调和升降调来表示句子的语调，还有以普通调，高调还是低调起步的例子；注意，语调的不同不会影响句子本来的意思，但会使语句更生动，更自然；如果要模仿母语者的话就得从这下手。举个例子，举例时语调会变为：
-Sebagai kasut,baju,topi dan kain sutera.
-Sebagai [平调] kasut[(高调起步)升降调] , baju[(高调起步)升降调] , topi [(高调起步)升降调] dan [低调] kain sutera [升降调/(高调起步)降调]。
注意，语调变化是自然而然的，语调之间的变化不会有太大的差别。

## 彙

### 馬來語中的福建話借詞
新加坡、馬來西亞和印尼一帶的馬來人或印尼人與華福建人雜居，所以日用馬來語都摻雜了許多福建話詞彙：如kuih（福建話“粿”；意為“糕點”），cukong（主公，指資本家），（福建話“豉汁”，指醬油），gue（福建話的“我”，雅加達方言指“我”），tionghoa（中華，指華人事物），除此之外中国除了广泛称为China外，也能称为TiongKok（福建話發音），头家也被称为tauke或taukeh（老板）等。

### 從馬來語中借入英語的漢語詞彙
由於葡萄牙人在東南亞的第一個據點是馬六甲，所以許多漢語詞彙也透過馬來文詞彙進入葡萄牙語，继而進入英語，如中國度量衡單位：
| 漢語名 | 馬來語名 | 英文名 | 相對重量  | 公制重量   |
| ------ | -------- | ------ | --------- | ---------- |
| 分     | kandūri  |        | 1/1600 斤 | ~0.378g    |
| 錢     | mas      |        | 1/160 斤  | ~3.78 g.   |
| 兩     | tahil    |        | 1/16 斤   | ~37.8 g.   |
| 斤     | kati     |        | 1 斤      | ~604.8 g.  |
| 石     | pikul    |        | 100 斤    | ~60.48 kg. |

### 中文裏的馬來語借詞
新加坡、汶萊、馬來西亞和印尼一帶的華人因常與馬來人接觸，故其日用中文和英文都摻雜了許多馬來詞彙。例如：
- 「巴剎」（bazar/pasar，集市，詞源為波斯語）、「濕巴剎」（菜市場）
- 「惹蘭」（jalan，步行/道路）
- 「巫金」（mukim，區/鄉）
- 「巴冷」（parang，開山刀）
- 「沙嗲」（sate，烤肉串）
- 「達曼」（taman，花園）

此外，由於歐洲人在東南亞的首個據點為馬六甲，所以許多歐陸詞彙也透過馬來文進入中文。例如：
- 「佛朗機」（Ferringhi，葡萄牙人/白人）
- 「曼達林」（Menteri，朝臣/部長）

## 巴刹马来语
巴刹馬來語是流通於馬來西亞集貿市場（即所謂巴剎）的通用语(lingua franca)，主要由馬來語構成，並混有少許漢語方言、英語、淡米爾語成分，偶有音变或省略。这是一种非正式口语，一般出现在日常会话或私人日记、简讯等场合，正式场合如演讲、学校作业考试、新闻报道、政府公文几乎不用。
例：
标准马来语：Di manakah kamu menemui mereka?(你在哪裡看見他們？)
巴刹马来语：Kat ne kau jumpa diorang?

## 马来语和印尼语的差异
尽管有“所有马来语使用者应该都能理解以下标准马来语和印尼语的翻译例子，其主要区别只不过在于措辞的选择”的说法，但印尼语和“标准”马来语之间的差异本质上是系统性的，在一定程度上影响了两组使用者对于外界的理解方式，并且比方言之间的差异更为深远及存在着明显的认知差距。   就拿两例中文-马来语-印尼语对照词：“条例”、“pasal”和“perkara”以及“声明”、“pernyataan”和“perisytiharan”作为例子，这两中文词所对应的印尼语和马来语词汇均是基于两个不一样的标准；但除此之外，这四个马来语或印尼语的词语均可在这两种语言中可以找到，只不过这些词语的含义也可能略有不同。
| 英语 | 马来-印尼语 | 马来-印尼语 |
| 英语 | 印尼语 | 标准马来语 |
| --- | --- | --- |
| 世界人权宣言 | Pernyataan Umum tentang Hak Asasi Manusia (关于人权的共通声明) | Perisytiharan Hak Asasi Manusia Sejagat (人权的全球声明) |
| 第 一 条 | Pasal 1 | Perkara 1 |
| 人 人 生 而 自 由, 在 尊 严 和 权 利 上 一 律 平 等。 他 们 赋 有 理 性 和 良 心, 并 应 以 兄 弟 关 系 的 精 神 相 对 待。 | Semua orang dilahirkan merdeka dan mempunyai martabat dan hak-hak yang sama. Mereka dikaruniai akal dan hati nurani dan hendaknya bergaul satu sama lain dalam semangat persaudaraan. | Semua manusia dilahirkan bebas dan sama rata dari segi maruah dan hak-hak. Mereka mempunyai pemikiran dan perasaan hati dan hendaklah bertindak di antara satu sama lain dengan semangat persaudaraan. |

## 腳註
1. ↑  Ethnologue: Languages of the World 2005；博文翻譯有限公司nd
2. ↑  新加坡文史達人 - 英治與日治時期 （页面存档备份，存于） 。
3. ↑  Omar, Asmah Haji. . Malay/Indonesian as a Language of Knowledge and Practical Communication: Appraisal, Challenges and the Future (Leiden, The Netherlands). 2008 （英语）.
4. ↑  这标准的称呼于世界人权宣言使用:
. Office of the United Nations High Commissioner for Human Rights.   [17 March 2021].
5. ↑  除了“印尼语”之外的第二个基于马来语的标准语，只不过通常被简称为“马来语”，如这马来语世界人权宣言翻译:
. Office of the United Nations High Commissioner for Human Rights.

## 相關書目
- Chee, Tham S. 1990. Study of the Evolution of the Malay Language: Social Change and Cognitive Development. Singapore: Singapore University Press.
- 《森林裡的陌生人（英语：Stranger in the Forest）》
- 梁治廷編，1965，馬來語相對詞小詞典。新加坡：上海書局。
- 劉明編譯，1968，實用馬來語會話。新加坡：星洲世界書局。
- 武富正一，1946，馬來語大辭典，縮刷版。東京都：旺文社。
- 楊貴誼、陳妙華編，1988，馬來語大詞典，修訂版。吉隆坡：The World Book Co. Sdn. Bhd。
- 張耀星編著，1979，馬來語會話。香港：中外出版社。
- 左秀靈主編，1992，馬來語：脫口說。台北：建宏。

## 外部連結
- 馬來西亞語簡介 （页面存档备份，存于）
- 馬來文——中文線上字典 （页面存档备份，存于）
- 馬來文——英文線上字典 （页面存档备份，存于）
- 馬來文——英文線上字典 （页面存档备份，存于）